# Kokoro Fujii
Kokoro Fujii (en japonés: 藤井快, Fujii Kokoro, Shizuoka, 30 de noviembre de 1992) es un deportista japonés que compite en escalada.
Ganó una medalla de oro en el Campeonato Mundial de Escalada de 2021, en la prueba de bloques. Además, consiguió una medalla de plata en los Juegos Mundiales de 2022.

## Palmarés internacional
| Campeonato Mundial | Campeonato Mundial | Campeonato Mundial | Campeonato Mundial |
| Año                | Lugar              | Medalla            | Prueba             |
| ------------------ | ------------------ | ------------------ | ------------------ |
| 2021               | Moscú (Rusia)      | Medalla de oro     | Bloques            |